# Augsburg

Augsburg este capitala regiunii administrative Schwaben (regiune), landul Bavaria, Germania.
Orașul a fost fondat de romani în sec. I d.Hr., cu numele Augusta Vindelicorum (de la vindelicii sau vindalici, vindolici, o populație celtă din sudul Germaniei înfrântă de romani în anul 15 î.d.Hr).
În timpul Sfântului Imperiu Roman avea statut de oraș imperial liber (Freie Reichsstadt), fiind centru economic și comercial important al Germaniei meridionale.
Are 263.477 locuitori. Este un centru universitar și turistic (monumente de arhitectură din perioada medievală și modernă, orașul vechi bine păstrat).

## Politică

### Primari ai orașului Augsburg
- 1946: Otto Weinkamm (CSU)
- 1946-1947: Heinz Hohner (CSU)
- 1947-1964: Nikolaus Müller (CSU)
- 1964-1972: Wolfgang Pepper (SPD)
- 1972-1990: Hans Breuer (SPD)
- 1990-2002: Peter Menacher (CSU)
- 2002-2008: Paul Wengert (SPD)
- 2008-2020: Kurt Gribl (CSU)
- din Mai 2020: Eva Weber (CSU)

## Obiective turistice

### Fuggerei
În 1514, Jakob Fugger cel Bogat (Jakob Fugger der Reiche) a înființat, la marginea orașului, un cartier destinat persoanelor cu venituri mici. Este cel mai vechi cartier social încă locuibil și vizitabil. Poartă numele fondatorului generos: Fuggerei.
În jurul cartierului au fost ridicate ziduri înalte, iar cele două porți masive de la intrarea în cartier se închideau la ora 22. Într-un apartament a locuit în anii 1681-1694 un străbun al lui Mozart, zidarul Franz Mozart. O placă comemorativă menționează această împrejurare.
Cartier a fost mărit de două ori, prima dată în 1880, apoi în 1938. În 1944, în timpul războiului, cartierul a fost distrus în mare parte. După război, a fost reconstruit în virtutea unui fond particular special, iar în 1947 a fost redat în folosință. Astăzi, cartierul Fuggerei cuprinde 67 de case cu 147 de apartamente, fiecare cu o suprafață de circa 60m² și intrarea separată. Din complexul de locuințe mai fac parte un azil de bătrâni, o fântână și o biserică. Unul dintre apartamentele de la parter a fost amenajat pentru a putea fi vizitat de turiști. Din aprilie 2006 intrarea la Fuggerei costă 2 euro, mult mai mult decât costa chiria lunară pe un apartament: 88 eurocenți.

### Primăria
Clădirea primăriei, construită de Elias Holl între 1615 și 1620, este considerată cea mai importantă clădire renascentistă construită în scopuri seculare la nord de Alpi. Dimensiunile impozante ale edificiului denotă importanța pe care o avea Augsburgul în epoca Renașterii. Clădirea a fost incendiată în 1944 în timpul unui atac efectuat de aviația militară americană și a fost renovată complet după război, în special fațada. Cu ocazia jubileului din 1985, întreg interiorul a fost renovat, în special Sala de Aur (Goldener Saal).

### Turnul Perlach
Turnul Perlach (Perlachturm) este, alături de clădirea primăriei, unul dintre simbolurile orașului. Construit în 1182, turnul se află în partea de vest a bisericii Sf. Peter. Clopotnița a fost construită de Elias Holl în 1614. Turnul a fost renovat în secolul al XVIII-lea. Înălțimea turnului este de 70,40 metri. Cine se încumetă să urce cele 261 de trepte este răsplătit cu o panoramă minunată a orașului.

### Fântâna lui Augustus
Apa este o foarte importantă sursă de venit pentru orașul Augsburg. Fântâna lui Augustus (Augustusbrunnen) a fost construită în 1954, cu prilejul sărbătoririi a 1600 de ani de la înființarea orașului. Fântâna îi este dedicată celui care a pus bazele orașului, împăratul roman Augustus. A fost amplasată în fața primăriei și a fost concepută de Hubert Gerhard. Cele patru herme, figuri centrale ale fântânii, simbolizează cele trei râuri și un afluent care străbat orașul: Lech, Wertach, Singold și Brunnenbach. Fiecare din figuri ține în mâini un simbol legat de apă: vâsla, roata dințată, cornul abundenței și năvodul.

## Istorie
Augsburg a fost înființat în secolul I î.C. de împăratul roman Augustus. La început doar un cartier militar numit Augusta Vindelicorum (sau Vindelicum), orașul a devenit capitală de provincie romană și sediul Diecezei de Augsburg. Încă din epoca romană orașul a fost un nod de circulație important în Europa. Datorită poziției sale geografice orașul s-a dezvoltat și a jucat un rol însemnat. În secolul al XIII-lea cetățenii orașului aveau un nivel de trai ridicat, iar Augsburgul era un centru economic, politic și cultural.
În anul 1555 a fost stabilită Pacea Religioasă de la Augsburg, act care a garantat libertate religioasă și drept de proprietate protestanților. 
Renașterea a fost epoca cea mai prosperă a Augsburgului, orașul devenind un centru al arhitecților, muzicienilor și pictorilor renumiți. Stilul Rococo era supranumit stil de Augsburg. Strămoșii lui Hans Holbein și Wolfgang Amadeus Mozart au trăit în Augsburg și în satele învecinate. În Augsburg se țineau în mod regulat concerte, expoziții și aveau loc premiere de opere în aer liber, la Poarta Roșie (Rotes Tor).

## Personalități născute aici
- Jakob Fugger (1459 - 1525), comerciant, bancher;
- Hans Holbein cel Bătrân (1465 - 1524), pictor;
- Hans Holbein cel Tânăr (1497 - 1543), pictor;
- Hans von Euler-Chelpin (1873 - 1964), chimist, laureat Nobel;
- Bertolt Brecht (1898 - 1956), scriitor;
- Wolfgang Kreissl-Dörfler (n. 1950), europarlamentar;
- Erhard Wunderlich (1956 - 2012), handbalist;
- Reinhold Leinfelder (n. 1957), om de știință;
- Bernd Schuster (n. 1959), fotbalist;
- Markus Ferber (n. 1965), europarlamentar.

## Galerie de imagini

Augsburg
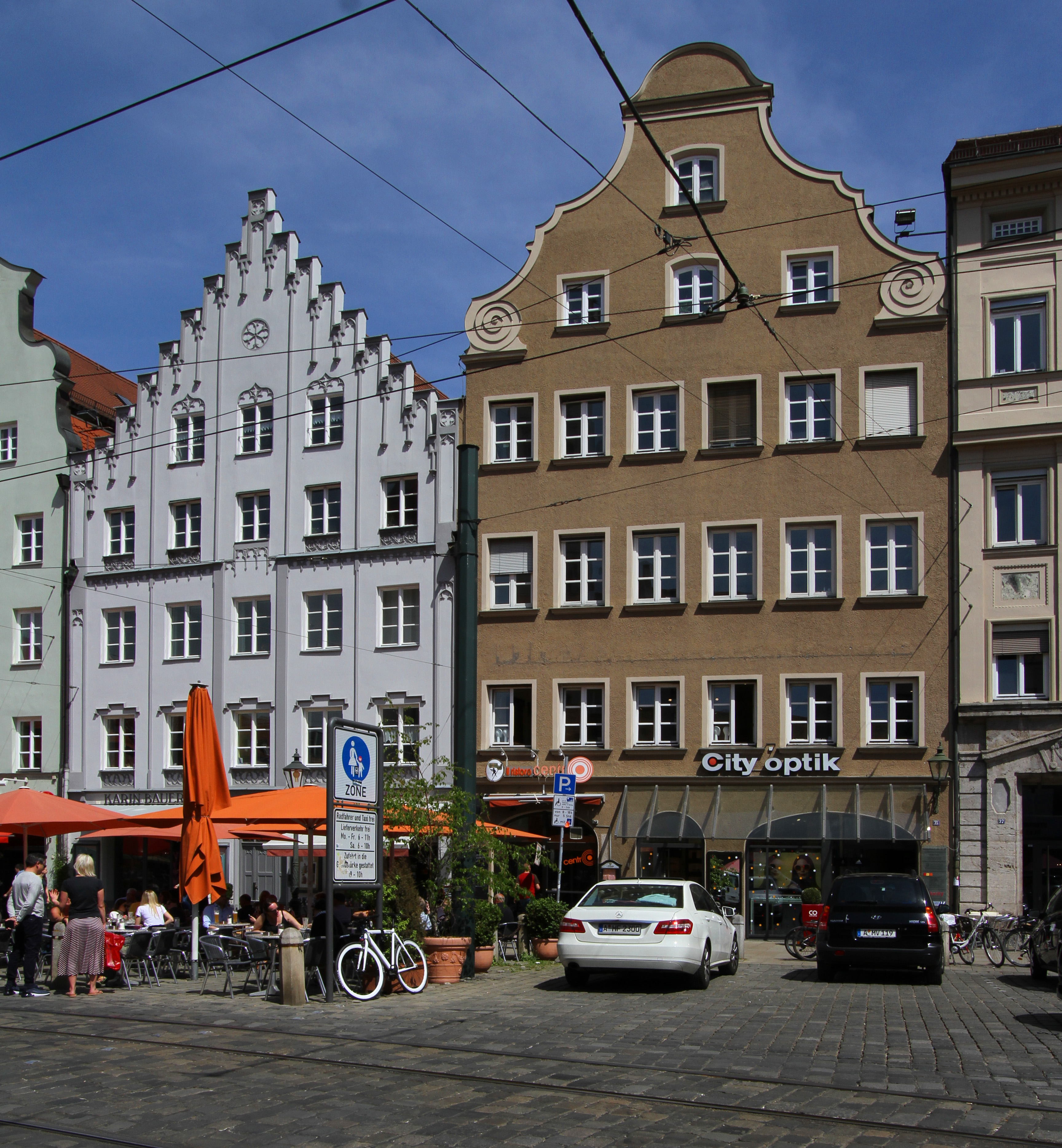
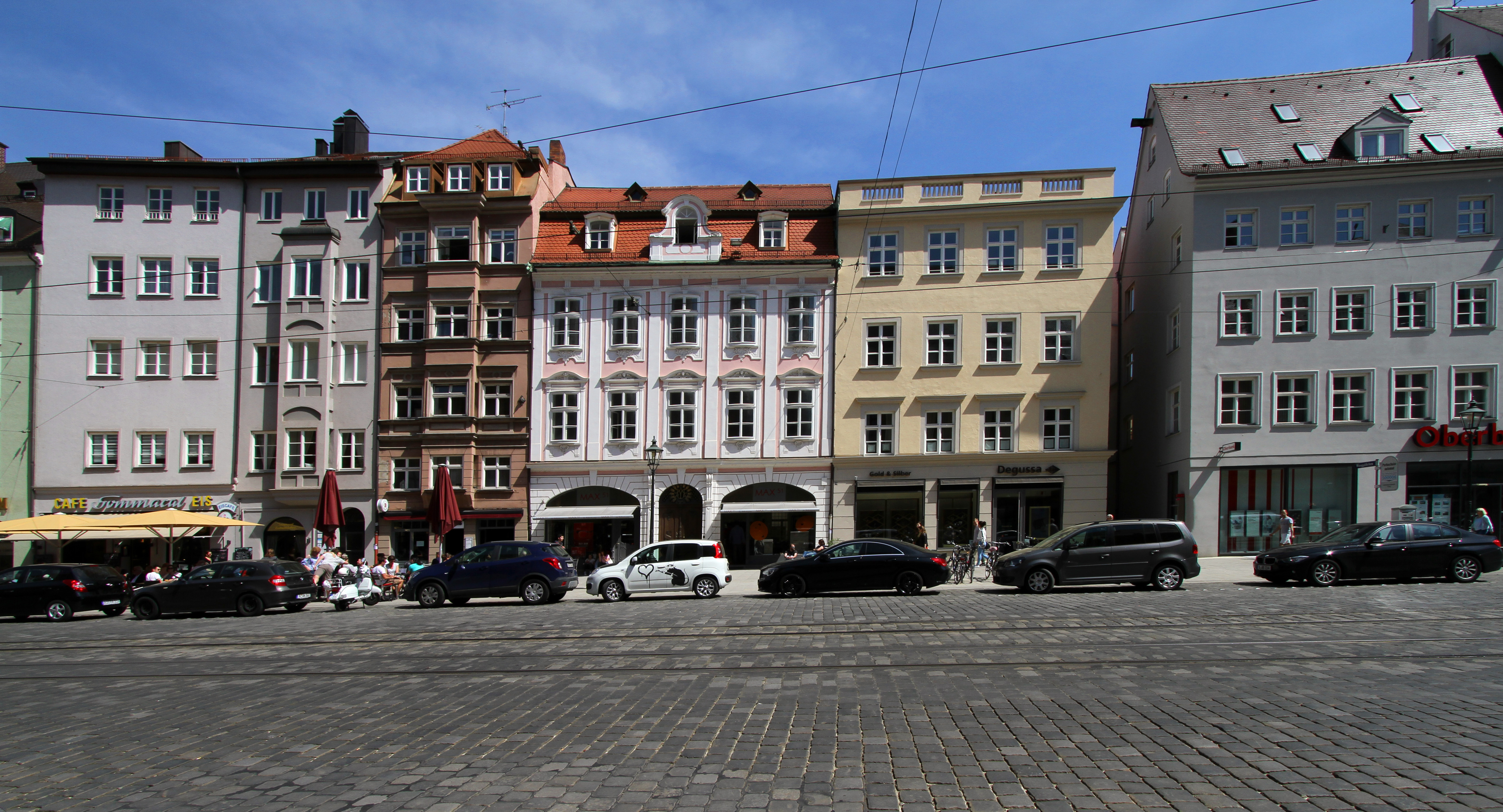
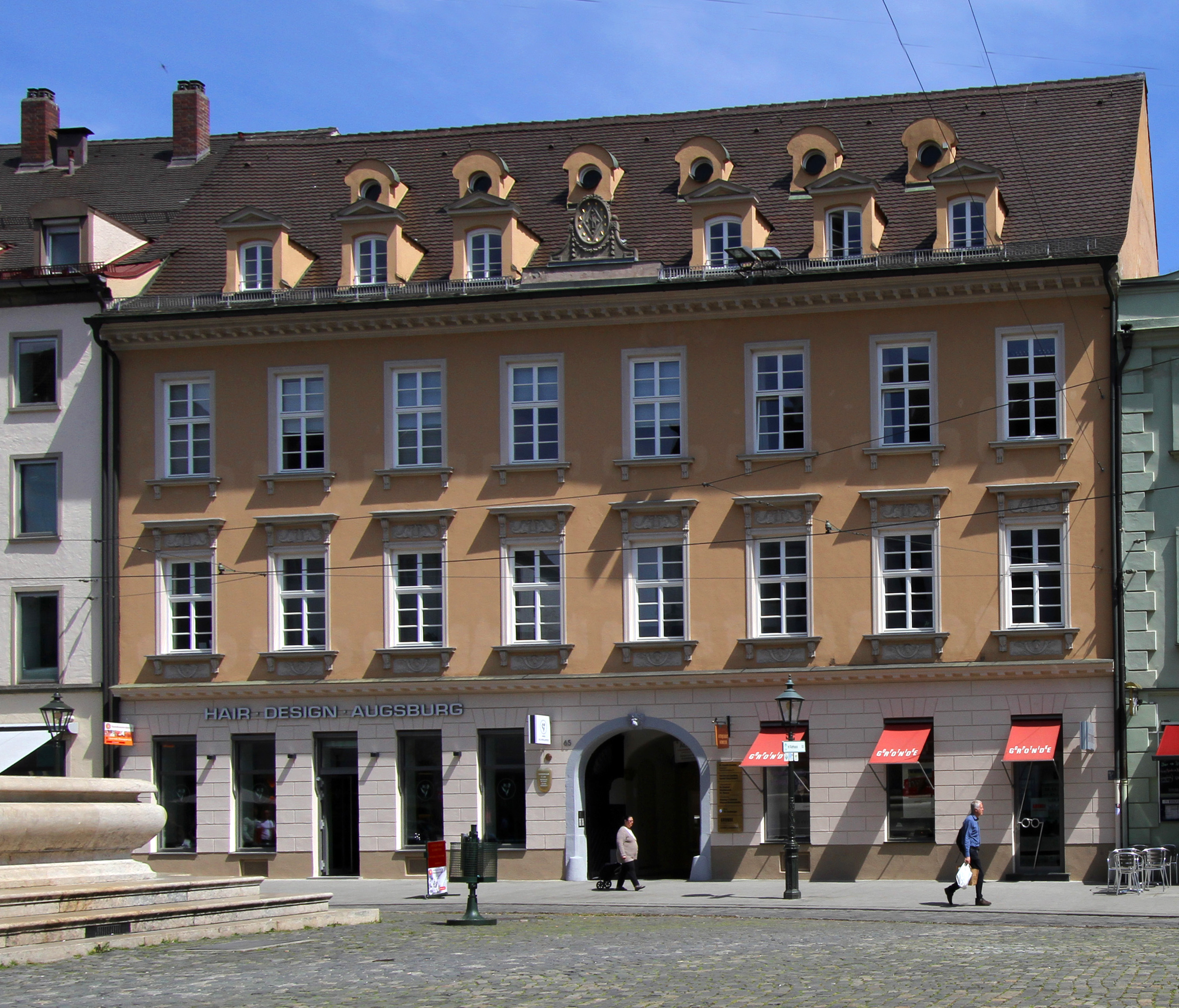
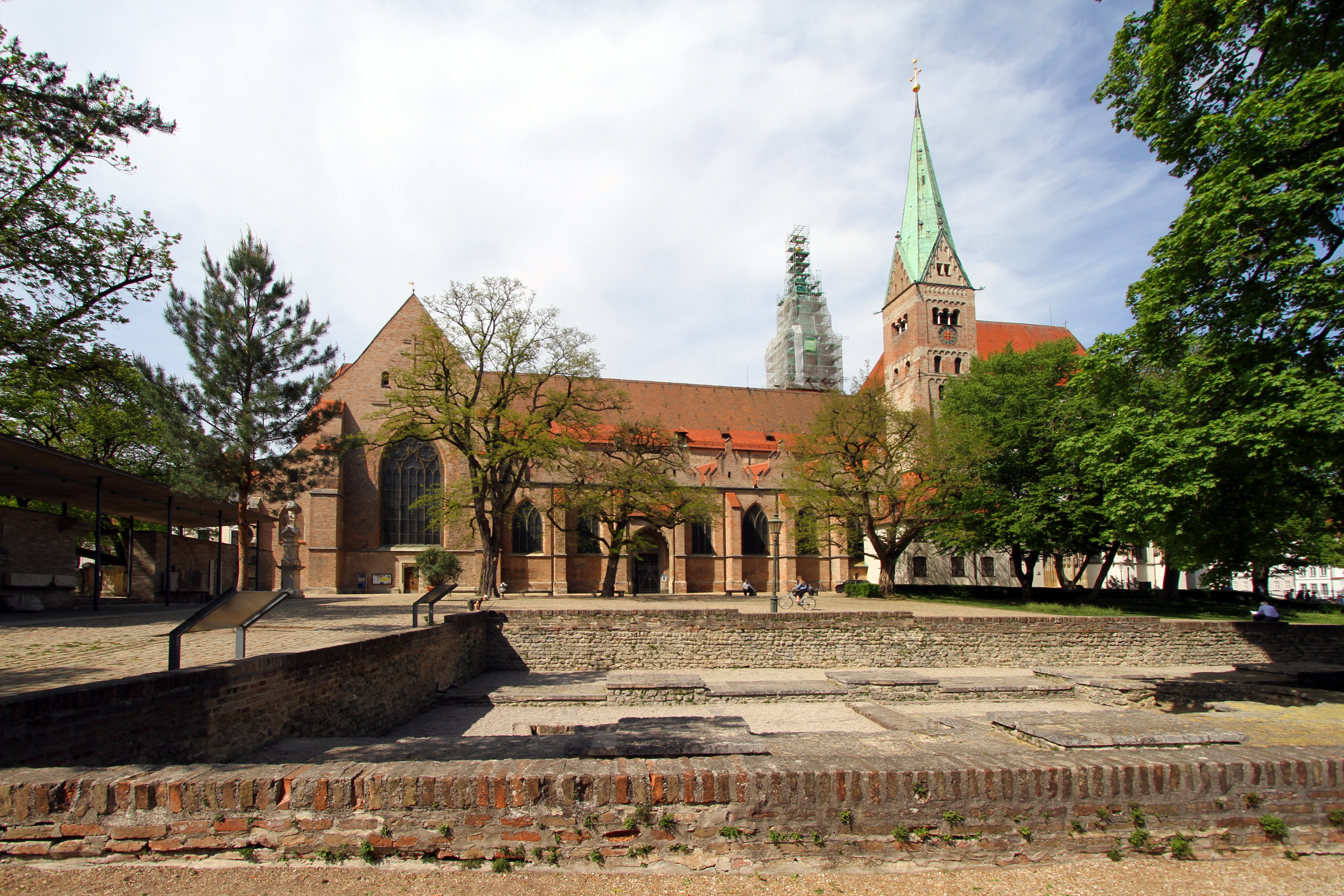
Domul din Augsburg
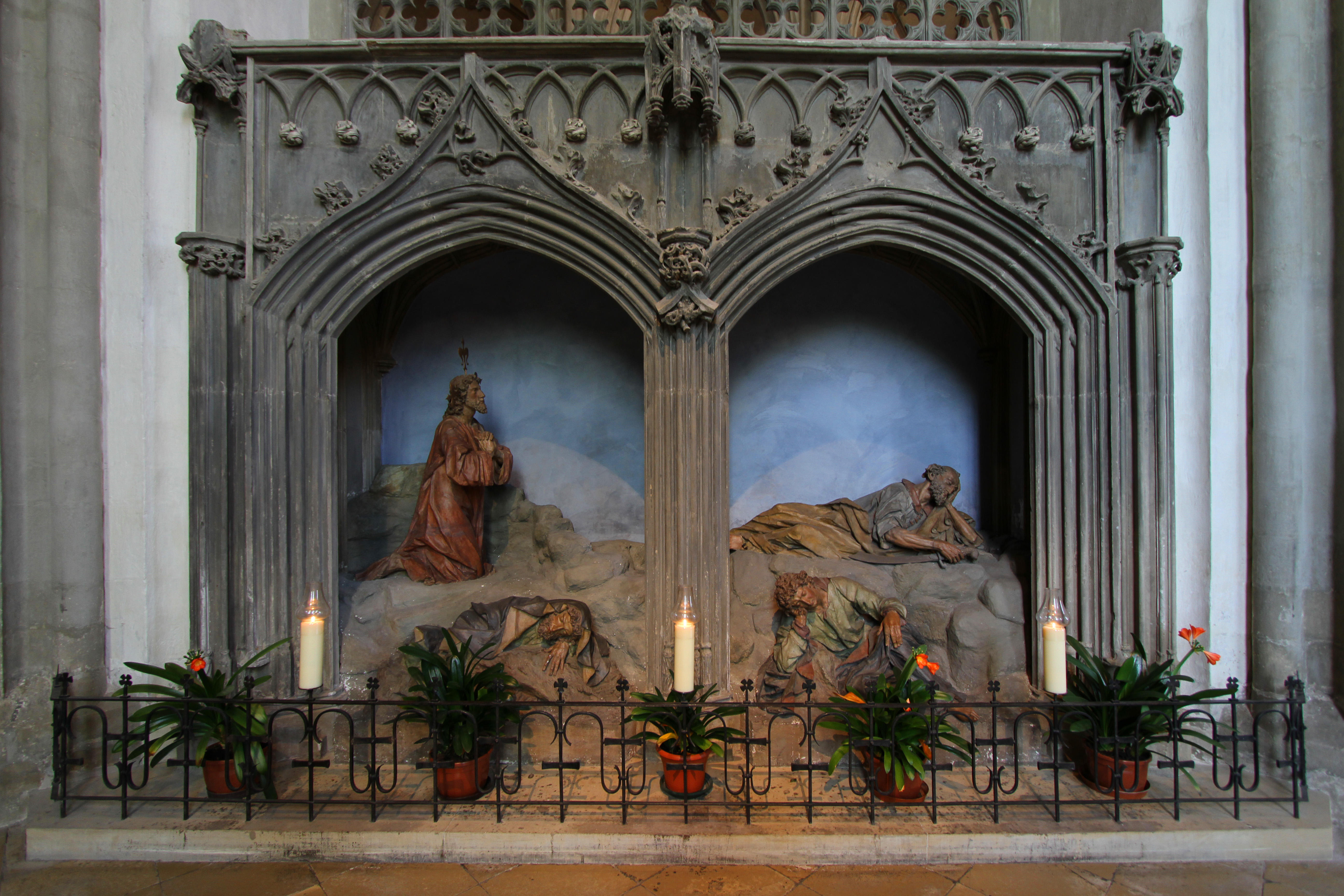
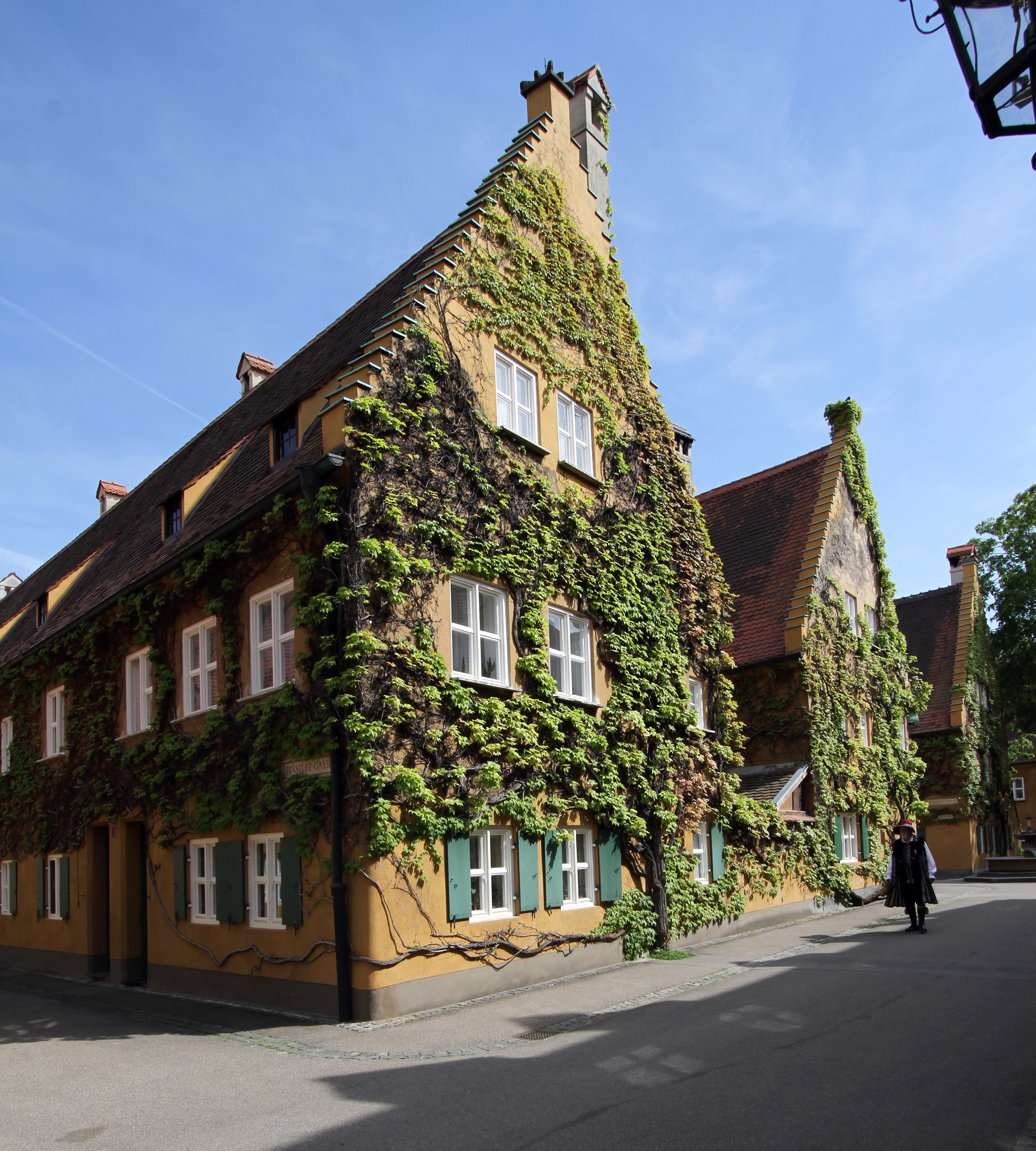
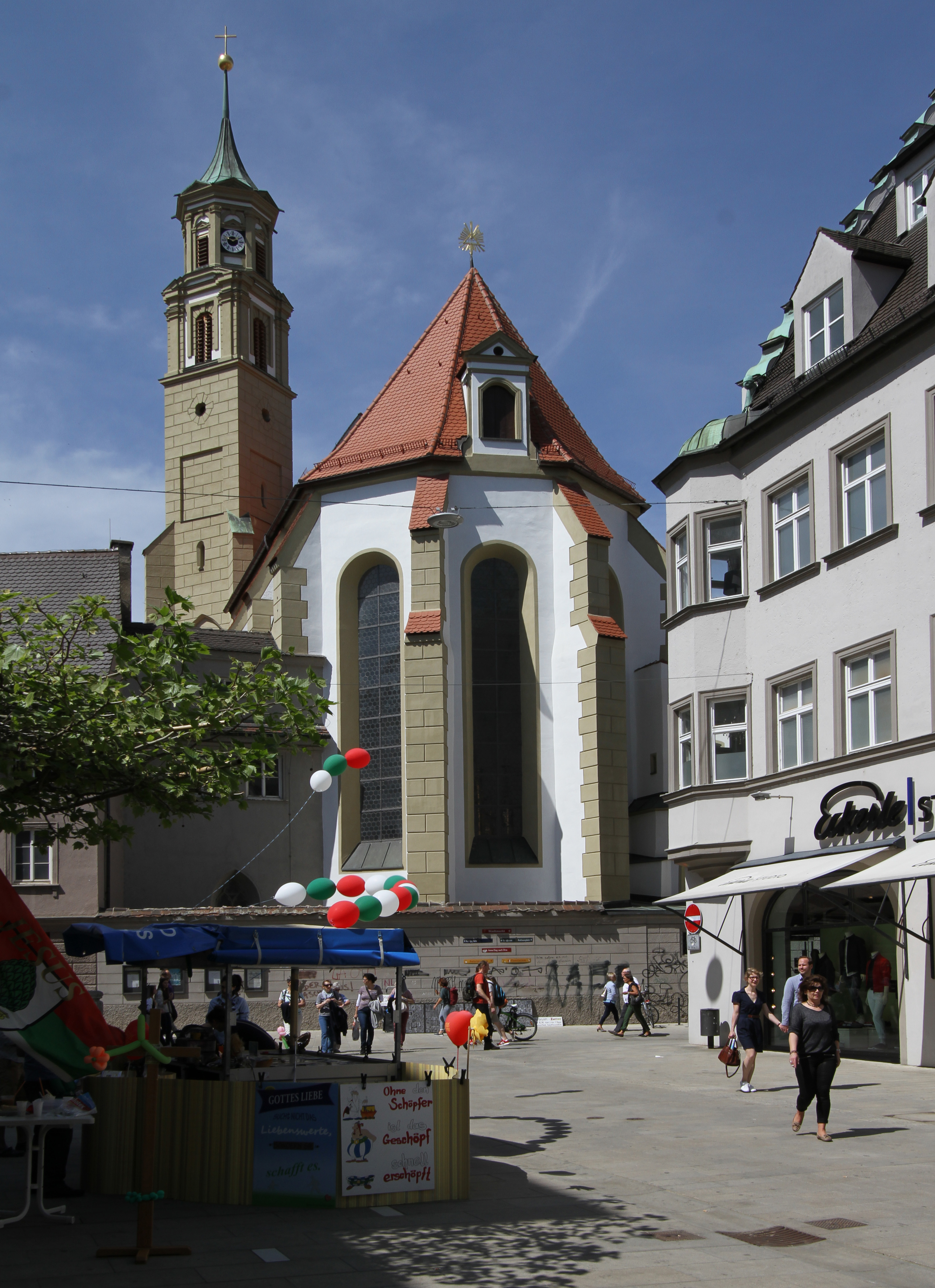
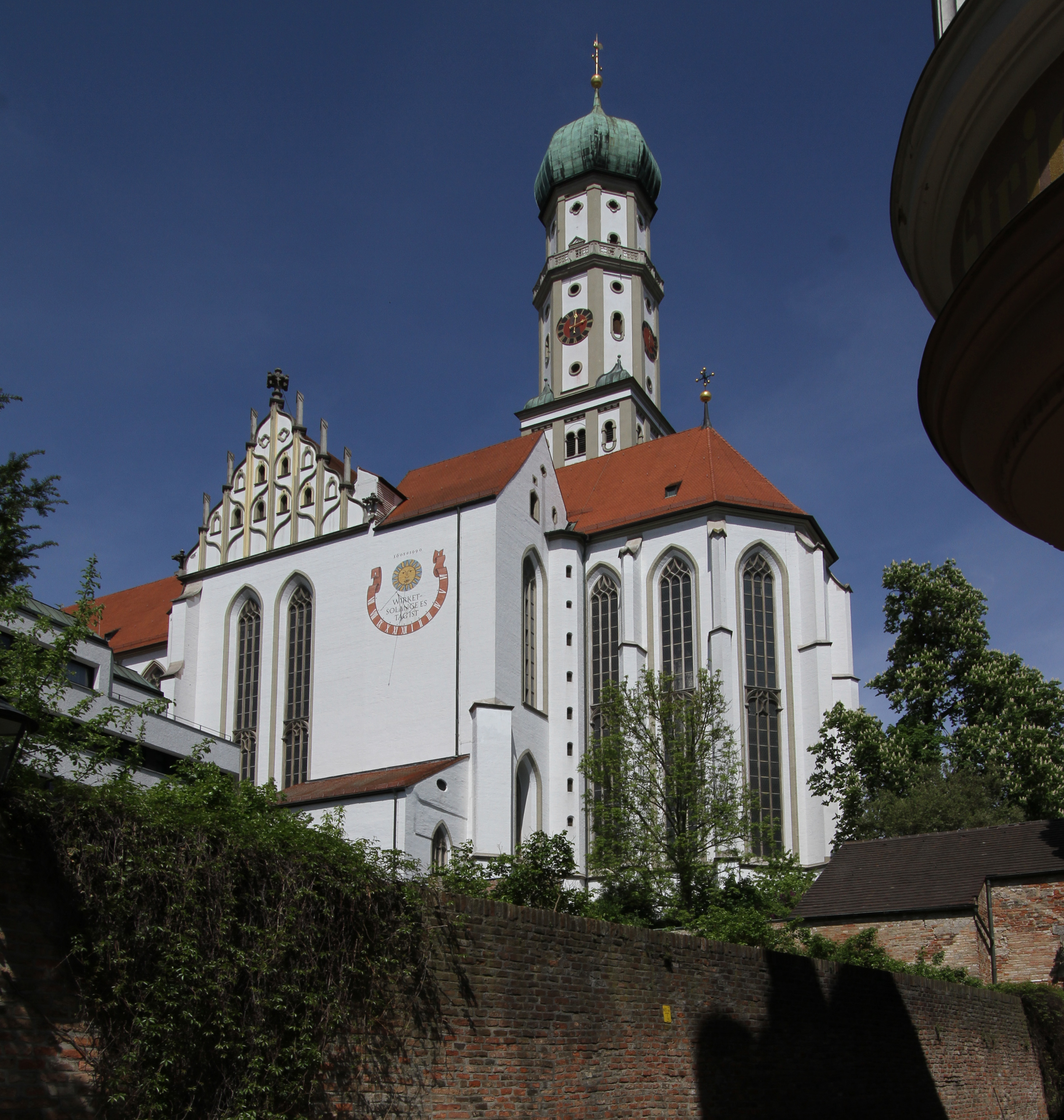
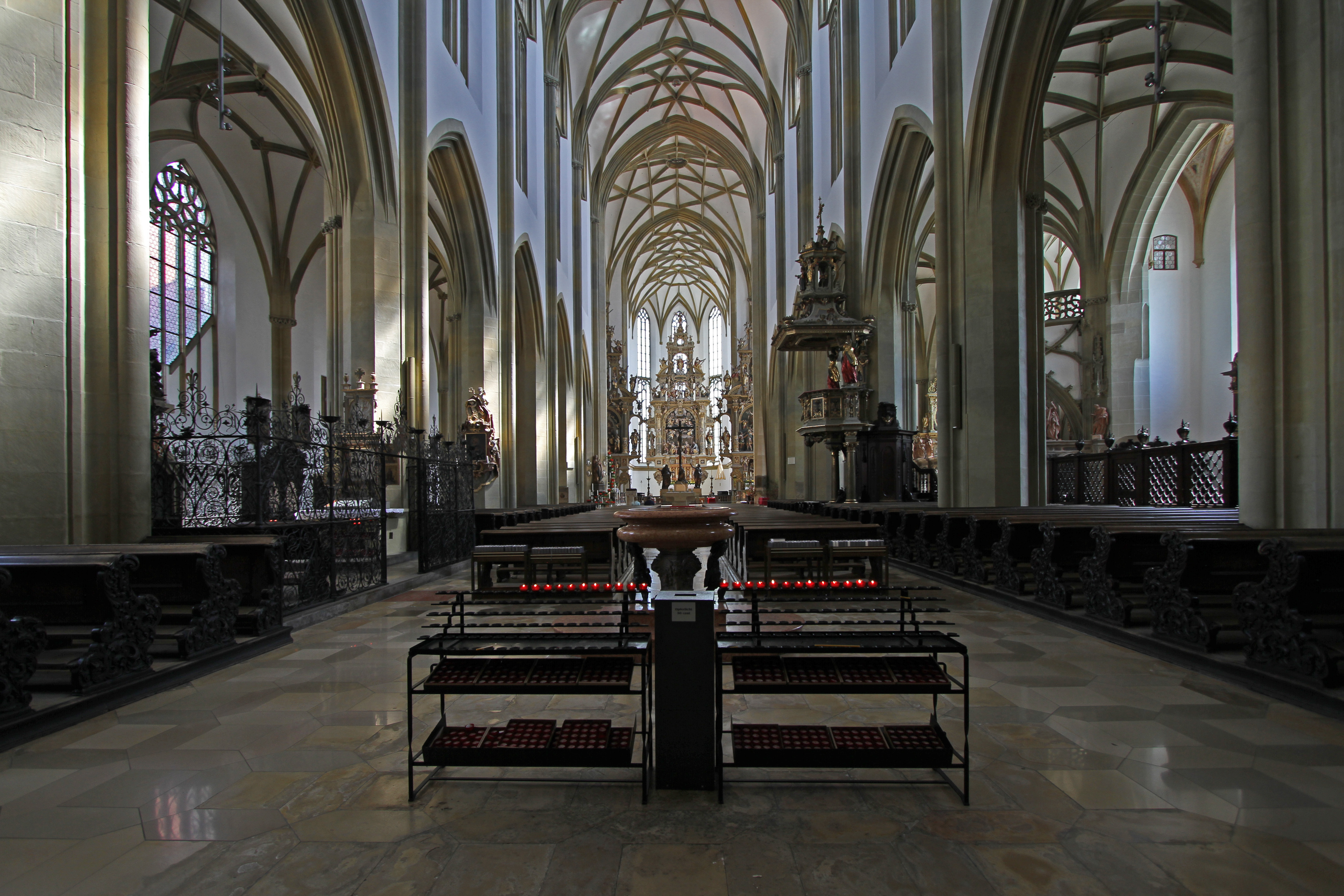
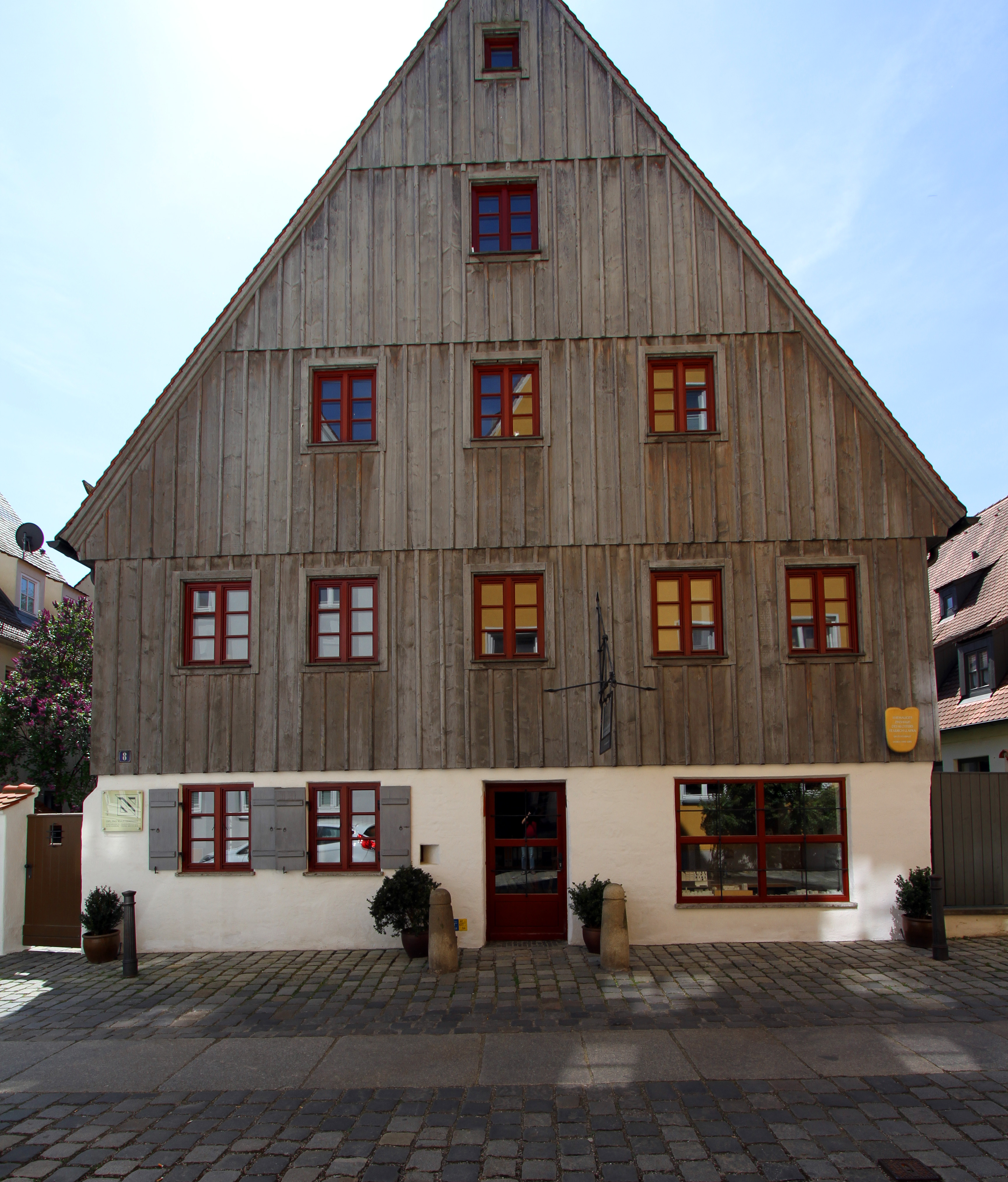